# Димитри Аракишвили
Димитри Аракишвили (на грузински: დიმიტრი ეგნატეს ძე არაყიშვილი; 23 февруари 1873 – 13 август 1953), известен и с руския вариант Аракчиев на фамилията си(на руски: Димитрий Игнатьевич Аракчиев)., е грузински и съветски композитор, етномузиколог, музикален преподавател, обществен деятел, сред основателите на съвременната грузинска национална музикална школа.
Той е академик на Грузинската академия на науките, носител на държавната награда на СССР (1950).

## Биография
Роден е на 23 февруари 1873 г. във Владикавказ, столицата на Терска област на Руска империя (днес е столица на руската република Северна Осетия), в много бедно семейство. Като дете участва в църковния хор, благодарение на което получава първоначалните знания за нотите. По-късно сам научава елементарните основи на музикалната теория. През 1893 г. живее в Екатеринодар (днешен Краснодар) и там публикува първото си съчинение за пиано, „Грузински танц“. През 1894 г. се мести в Москва и постъпва в музикално-драматическото училище към Московското филхармонично общество. През 1901 г. завършва класовете по композиция и дирижиране. Същата година пътува из Грузия за изучаване и записване на фолклорна музика. От 1902 г. е член на музикално-етнографската комисия към Московския университет. Участва във фолклорни експедиции в Западна и Източна Грузия през 1902, 1904 и 1908 години, където записва и след това публикува над 500 народни песни и инструментални мелодии. От 1902 г. започва да преподава пеене в московските училища. През 1907 г. става член на Грузинското общество за литература и изкуство в Москва. През 1908 г. организира безплатни музикални класове в Арбатския район на Москва, където преподава до 1911 г. В периода 1908 – 1912 г. е редактор в московското списание „Музика и живот“ (Музыка и жизнь). Успоредно с това учи в Московския археологически институт, който завършва през 1917 г. със златен медал.
След Октомврийската революция в Русия през 1917 г. се преселва за Тбилиси (1918 г.). В Тбилиси преподава в музикално училище, директор е на Филхармоничното общество (1918 – 1921 г.). От 1919 г. преподава в консерватория история на музиката, теоретически предмети и грузинско народно творчество. През 1921 г. организира втора консерватория, през 1923 г. тя се обединява с Тбилиската консерватория. През периода 1926 – 1929 г. е директор на консерваторията и декан на композиторския факултет. Той е първият председател на съюза на композитори на Грузинската ССР (1932 – 1934 г.). В 1943 г. получава научното звание доктор по изкуствознание, от 1948 г. е член на Управителния съвет на Съюза на композиторите на СССР. В 1950 г. е избран за действителен член на Грузинската академия на науките, същата година е награден с държавната награда на СССР (Сталинска премия първа степен) като един от авторите на музиката към филма „Щитът на Джургай“ (Щит Джургая). Умира на 13 август 1953 г. в Тбилиси. Погребан е в Дидубийский Пантеон в Тбилиси.

## Музикално творчество
Най-характерните страни на музикалния стил на композитора се разкриват в неговите романси, около 80 на брой. Те се отличават със своята мека лирическа интонация, мелодичност, в основата им е грузинската градска фолклорна музика. Текстовете са по стиховете на известни грузински поети, а също на руските Пушкин и Фет 
Със своята преподавателска и активна обществена дейност Аракишвили има голям принос за развитието на професионалната грузинска музика. Музикалното му творчество поставя начало на грузинската класическа музика. Той е автор на първото симфонично произведение – музикалната поема „Химнът на Ормузд“ (Гимн Ормузду), изпълнена през 1911 г. Операта „Легенда за Шота Руставели“ (Сказание о Шота Руставели) е една от първите грузински произведения в този жанр. В ариите на операта се усеща романсен стил, в увертюрата и отделни номера се пресъздава грузинския национален колорит. Съчинена през 1910 г. тя е първата грузинска опера, поставена на сцената на Тбилиския оперен театър (1919 г.).

### Произведения
Музикалното творчество на Аракишвили съдържа голям брой романси, хорове, песни. Другите му произведения са
- Два грузински танца, пиеси за пиано, публикувани 1908 г.
- Симфонична картина Химн за Ормузд (Гимн Ормузду), 1911 г.
- Опера „Легенда за Шота Руставели“ (Сказание о Шота Руставели), съчинена 1910 г., поставена в Тбилиски оперен театър, 1919 г.
- Комическа опера „Динара“, съчинена 1926 г., поставена 1927 г.
- Първа симфония, 1934 г.
- Симфонична поема „Химнът на новия Изток“, 1934 г.
- 1 акт на опера „Нестан“, (по поемата на Шота Руставели „Витязът в тигрова кожа“ (Витязь в тигровой шкуре), незавършена, 1936 г.
- 7 кавказки танца, пиеси за пиано, публикувани 1940 г.
- Втора симфония (с хор), 1942 г.
- Анданте за струнен квартет, 1948 г.
- Симфония „Родина и победа“ (с хор), 1951 г.
- Музика към филма „Щитът на Джургай“ (Щит Джургая), 1950 г.

## Звания и награди
За събиране и изучаване на грузинския музикален фолклор е награждаван със златна и сребърна медали на Обществото на любителите на естествознание, антропология и етнография при Московски университет.
Носител е на държавни награди и почетни звания:
- Народен артист на Грузинската ССР, 1929 г.
- Орден „Знак за почет“ (Знак почета), 1937 г.
- Орден на „Трудово червено знаме“ (Трудового Красного Знамени), 1946 г., 1947 г., 1953 г.
- Държавна награда на СССР, 1950 г.